# Giro del Lussemburgo 1960
Il Giro del Lussemburgo 1960, ventiquattresima edizione della corsa, si svolse dal 17 al 20 giugno su un percorso di 787 km ripartiti in 4 tappe, con partenza e arrivo a Lussemburgo. Fu vinto dal lussemburghese Marcel Ernzer della Emi davanti al suo connazionale Aldo Bolzan e all'italiano Giuseppe Pintarelli, entrambi compagni di squadra del vincitore.

## Tappe
| Tappa  | Data      | Percorso                       | km  | Vincitore di tappa   | Leader cl. generale |
| ------ | --------- | ------------------------------ | --- | -------------------- | ------------------- |
| 1ª     | 17 giugno | Lussemburgo > Esch-sur-Alzette | 225 | Robert Vandecaveye   | Robert Vandecaveye  |
| 2ª     | 18 giugno | Esch-sur-Alzette > Bettembourg | 165 | Antoon van der Steen | Aldo Kazianka       |
| 3ª     | 19 giugno | Bettembourg > Diekirch         | 217 | Marcel Ernzer        | Marcel Ernzer       |
| 4ª     | 20 giugno | Diekirch > Lussemburgo         | 180 | Frans De Mulder      | Marcel Ernzer       |
| Totale | Totale    | Totale                         | 787 |                      |                     |

## Dettagli delle tappe

### 1ª tappa
- 17 giugno: Lussemburgo > Esch-sur-Alzette – 225 km

| Pos. | Corridore          | Squadra      | Tempo    |
| ---- | ------------------ | ------------ | -------- |
| 1    | Robert Vandecaveye | Wiel's       | 6h10'22" |
| 2    | Frans De Mulder    | Groene Leeuw | s.t.     |
| 3    | Aldo Kazianka      | Emi          | s.t.     |

| Pos. | Corridore          | Squadra | Tempo |
| ---- | ------------------ | ------- | ----- |
| 1    | Robert Vandecaveye | Wiel's  |       |

### 2ª tappa
- 18 giugno: Esch-sur-Alzette > Bettembourg – 165 km

| Pos. | Corridore             | Squadra    | Tempo    |
| ---- | --------------------- | ---------- | -------- |
| 1    | Antoon van der Steen  | Locomotief | 4h23'42" |
| 2    | Martin van der Borgh  | Locomotief | s.t.     |
| 3    | Henri Van Den Bossche | Bertin     | s.t.     |

| Pos. | Corridore     | Squadra | Tempo |
| ---- | ------------- | ------- | ----- |
| 1    | Aldo Kazianka | Emi     |       |

### 3ª tappa
- 19 giugno: Bettembourg > Diekirch – 217 km

| Pos. | Corridore        | Squadra    | Tempo    |
| ---- | ---------------- | ---------- | -------- |
| 1    | Marcel Ernzer    | Emi        | 6h28'51" |
| 2    | Aldo Bolzan      | Emi        | s.t.     |
| 3    | Piet Rentmeester | Locomotief | s.t.     |

| Pos. | Corridore     | Squadra | Tempo |
| ---- | ------------- | ------- | ----- |
| 1    | Marcel Ernzer | Emi     |       |

### 4ª tappa
- 20 giugno: Diekirch > Lussemburgo – 180 km

| Pos. | Corridore        | Squadra      | Tempo    |
| ---- | ---------------- | ------------ | -------- |
| 1    | Frans De Mulder  | Groene Leeuw | 5h15'29" |
| 2    | Charly Gaul      | Emi          | s.t.     |
| 3    | Piet Rentmeester | Locomotief   | s.t.     |

| Pos. | Corridore           | Squadra | Tempo     |
| ---- | ------------------- | ------- | --------- |
| 1    | Marcel Ernzer       | Emi     | 22h18'24" |
| 2    | Aldo Bolzan         | Emi     | a 2'21"   |
| 3    | Giuseppe Pintarelli | Emi     | a 2'25"   |

## Classifiche finali

### Classifica generale
| Pos. | Corridore             | Squadra                  | Tempo     |
| ---- | --------------------- | ------------------------ | --------- |
| 1    | Marcel Ernzer         | Emi                      | 22h18'24" |
| 2    | Aldo Bolzan           | Emi                      | a 2'21"   |
| 3    | Giuseppe Pintarelli   | Emi                      | a 2'25"   |
| 4    | Piet Rentmeester      | Locomotief-Vredestein    | a 4'00"   |
| 5    | Coen Niesten          | Molteni                  | a 4'33"   |
| 6    | Henri Van Den Bossche | Bertin-The Dura-Milremo  | s.t.      |
| 7    | Frans De Mulder       | Groene Leeuw-Sinalco-SAS | a 5'54"   |
| 8    | Charly Gaul           | Emi                      | s.t.      |
| 9    | Jef Planckaert        | Wiel's-Flandria          | s.t.      |
| 10   | Piet Damen            | Molteni                  | s.t.      |